# Collini-Steg

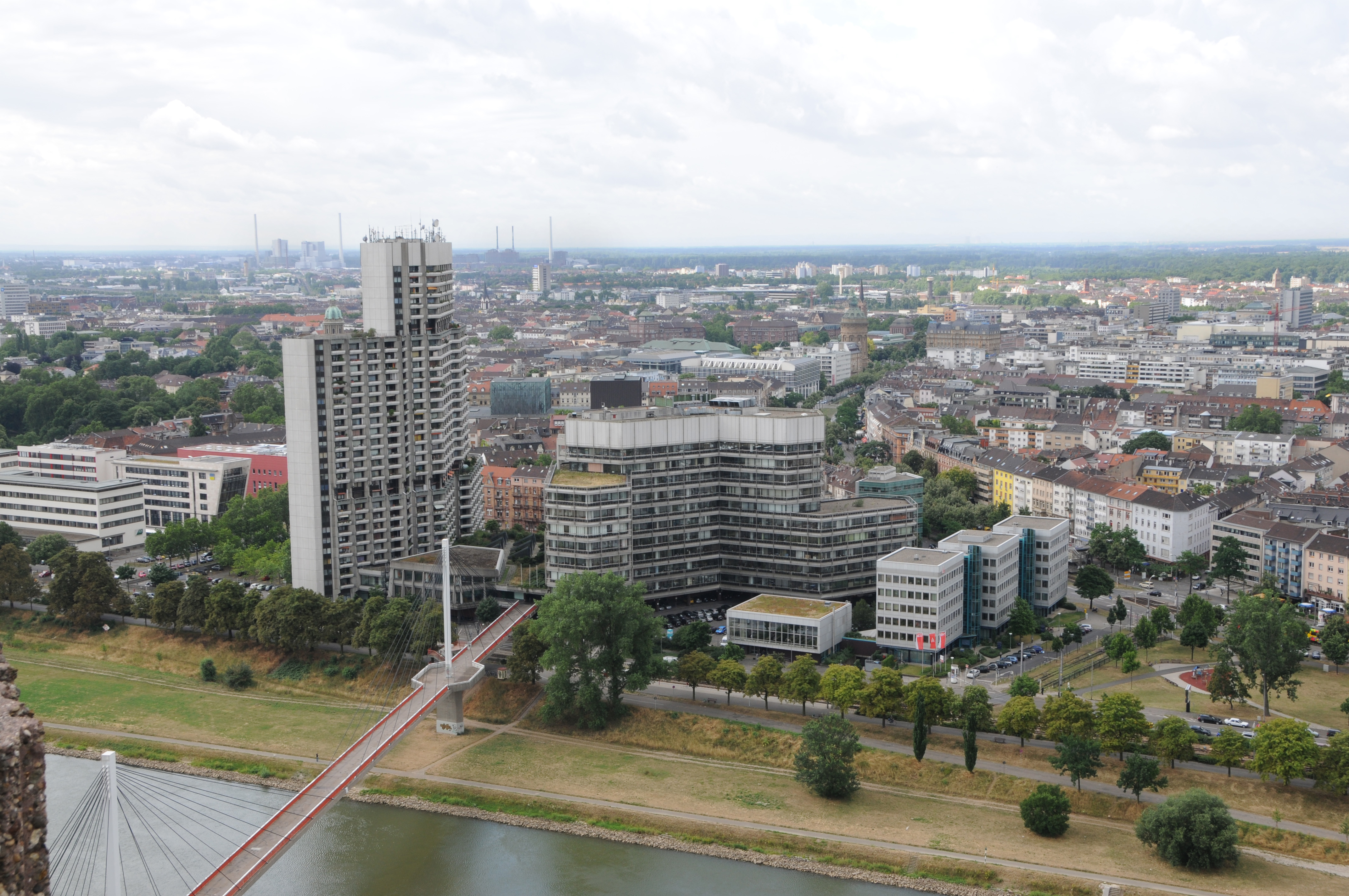
Blick von der Neckaruferbebauung auf Steg und Collini-Center

Die als Collini-Steg oder Neckarsteg bezeichnete Fußgängerbrücke über den Neckar in Mannheim verbindet die Neckaruferbebauung Nord (NUB) mit dem Collini-Center und damit auch die beiden Stadtteile Neckarstadt-Ost und Innenstadt.  Er befindet sich zwischen Kurpfalzbrücke und Friedrich-Ebert-Brücke.

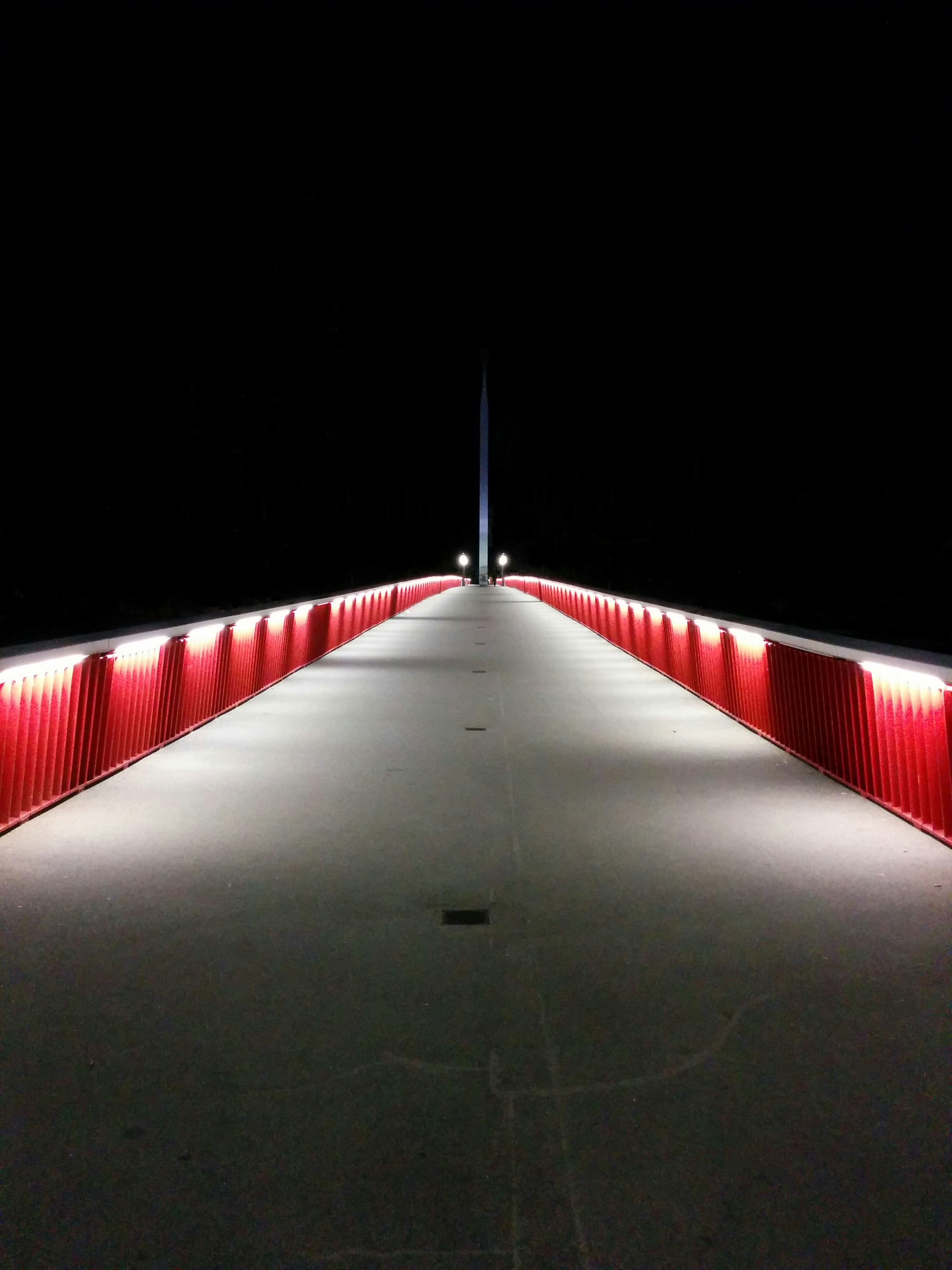
Querung des Stegs Richtung Neckarstadt-Ost bei Nacht

## Geschichte
Im Rahmen der Baumaßnahmen der siebziger Jahre und des damit verbundenen städtebaulichen Konzepts mit Wohnhochhäusern am Neckar sah man die Notwendigkeit eine weitere Fußgängerverbindung über den Neckar zu schaffen. Ursprünglich wurde der Collini-Steg an der Innenstadtseite des Collini-Centers auf gleicher Höhe Richtung Innenstadt fortgesetzt und diente als Fußgängerüberführung der Collini-Straße und des Friedrichsrings, um Fußgänger- und Fahrzeugverkehr möglichst zu trennen. Dieser Abschnitt des Collini-Stegs wurde im Sommer 2010 abgerissen, da er aufgrund der dortigen, ebenerdigen Fußgängerquerung wenig frequentiert und mittlerweile sanierungsbedürftig geworden war.

## Technische Daten
- Typ: Schrägkabelbrücke mit zwei Pylonen
- Länge: 253 Meter
- Breite: 5 Meter